# 大沢博 (心理栄養学者)
大沢 博（おおさわ ひろし、1928年9月15日 - 2020年5月6日）は、日本の心理栄養学者。岩手大学名誉教授。

## 来歴
群馬県富岡市出身。1952年に東京文理科大学を卒業した。岩手大学教育学部教授を務め、1994年に名誉教授となる。石川啄木の病跡学的な研究書も刊行した。
2009年、瑞宝中綬章を受章。2020年5月6日、肺炎により群馬県内の病院で死去した。91歳没。死没日をもって正四位に叙される。

## 著書
- 『石川啄木の秘密』光文社<カッパブックス>、1977年
- 『東海の小島の磯ー啄木短歌の心理学ー』洋々社、1978年
  - 『啄木短歌の心理学』洋々社、1988年（増補改訂版）
- 『石川啄木の短歌創造過程の心理学的研究』桜楓社、1986年
- 『食原性症候群』ブレーン出版、1986年
- 『心理栄養学』ブレーン出版、1994年
- 『悲哀と鎮魂ー啄木短歌の秘密ー』おうふう、1997年
- 『食原性低血糖症』ブレーン出版、1998年
- 『子どもも大人もなぜキレる』ブレーン出版、1998年
- 『その食事では悪くなる』三五館、1999年
- 『食事で治す心の病』第三文明社、2003年
- 『食事で治す心の病　PartII』第三文明社、2004年
- 『食事崩壊と心の病』第三文明社、2007年